# 함승희
함승희(咸承熙, 1951년 2월 10일 ~ )는 대한민국의 법조인, 정치인, 기업인이다. 전직 검사, 제16대 국회의원을 지냈으며 제8대 강원랜드 대표이사를 지냈다.
서울대학교 법과대학 졸업 후인 1980년 제22회 사법시험에 합격하여 검사로 근무하였다. 
1988년 새마을운동협회 비리사건으로 전두환 대통령의 동생인 전경환을 구속시켰다. 
1990년 범죄와의 전쟁 당시, 서울지검에 근무하며 조폭 소탕에 집중하여 280명의 조직폭력배를 구속, 전국 16개 대형폭력조직을 와해시켰다. 1개 검사실 단독으로 수백명의 범법자를 구속시키는 일은 전국구 조폭조직이 해체된 현재 일어나기 힘든 일이다. 이 기록은 2001년 기네스북에 등재되기도 했다.
1993년에는 후일 전두환, 노태우 대통령 구속의 도화선이 된 동화은행 비자금 사건, 율곡사업 비리 등을 파헤치며 스타 검사가 되었다. 홍준표가 말하길, 최고의 특수부 검사였다고 한다. 현재까지 함승희나 당시 수사관계자들은 홍준표가 자백받았다는 사실을 부인한다.
2000년 제16대 국회의원 선거에서 새천년민주당 후보로 서울특별시 노원구 갑 선거구에 출마하여 현역 국회의원인 자유민주연합 백남치 후보를 꺾고 당선되었다. 이후 새천년민주당에서 원내부대표를 역임하였다. 2002년 제16대 대통령 선거를 앞둔 당내 대통령 후보 경선에서 노무현을 지지하였다. 정치적 성향이 노무현과는 반대일 것으로 보이지만, 노무현 대선캠프에서 중용되었다. 노무현 대통령 후보의 법률특보를 맡아서 당선에 일조하였다. 정치권 비자금 수사로 유명해진 검사 출신 국회의원답게 원내에 진출한 뒤, 검은 돈 차단을 위해 '자금세탁방지법'과 '금융정보원법' 등 이른바 ‘돈세탁 방지 관련법’ 입안을 주도했다.
2003년 열린우리당 분당사태 때 새천년민주당에 잔류하였다. 2004년 제17대 국회의원 선거에서 새천년민주당 후보로 서울특별시 노원구 갑 선거구에 출마하였으나, 열린우리당 정봉주 후보에 밀려 낙선하였다. 스타 검사로 유명해진 함승희 후보였지만, 새천년민주당의 법제사법위원회 간사로서 당시 법사위원장 김기춘과 함께 노무현 대통령 탄핵소추의결서를 헌법재판소에 들고 가 접수시킨 장면이 언론에 대문짝만하게 보도되면서 탄핵사태의 역풍을 제대로 맞았다. 2007년 제17대 대통령 선거를 앞두고 민주당을 탈당한 후 한나라당에 입당, 경선에서 박근혜를 지지하고 친박계에 속하게 되었다.
2008년 제18대 국회의원 선거에서 친이계의 공천 학살로 한나라당 공천에서 탈락하였다. 이에 한나라당을 탈당하고 친박연대 후보로 해당 선거구에 출마하였으나, 친이계인 한나라당 현경병 후보에 밀려 낙선하였다.

## 학력
- 양양중학교
- 양정고등학교 졸업
- 서울대학교 법과대학 법학 학사
- 서울대학교 법과대학원 법학 석사 수료
- 미국 스탠포드 대학 후버연구소 객원연구원

## 경력
- 미국 연방검찰청 및 F.B.I 연수
- 미국 스탠포드 대학 후버연구소 객원연구원
- 1980년 : 제22회 사법시험 합격
- 1982년 : 서울지방검찰청 강력부, 특수부 검사
- 1985년 : 제주지방검찰청 검사
- 1986년 : 서울지방검찰청 공안부 검사
- 1988년 : 서울지방검찰청 특수부 검사
- 1990년 : 수원지방검찰청 형사부, 특수부 검사
- 1992년 : 대검찰청 검찰연구관, 대검찰청 중앙수사부 검사
- 1992년 : 대전지방검찰청 서산지청장
- 1999년 : 법무법인「대륙」대표 변호사
- 2000년 : 제16대 국회의원 (새천년민주당)
- 국회 법사위, 정보위 간사
- 국회 예결위, 정개특위 소위원장
- 민주당 원내부총무, 총재특보, 제1정조위원장, 법률구조자문단장
- 2002년 : 제16대 노무현 대통령후보 법률특보
- 2007년 : 제17대 박근혜 대통령후보 클린선거대책위원장
- 2008년 : 친박연대 최고위원, 촉탁위원, 공천심사위원장
- 미래희망연대 특임위원
- 한나라당 전임위원, 새누리당 법률행정위원
- 2014년 11월 ~ 2017년 11월 : 강원랜드 제8대 대표이사 사장

## 논란

### 김종인, 홍준표 논란
김종인 미래통합당 비대위원장의 동화은행 비자금 사건과 관련해 홍준표 의원이 2012년에 이어 2020년 4월 25일에도 동화은행 비자금 사건의 주임검사였던 "함승희 검사의 요청"으로 검사실에 들어가서 김종인 전 경제수석의 자백을 받았다고 했으나, 함승희 前 의원은 사실무근이라고 밝혔다.
동화은행 비자금 사건은 1995년 전두환, 노태우 前 대통령 구속의 도화선이 되는 "노태우 비자금 사건"의 연결고리였지만, 1993년 당시 검찰 수뇌부와 청와대의 외압으로 수사가 중단됐었다. 김종인 前 의원은 해당 사건으로 구속까지 되었고, 이후 대법원에서 징역형의 집행유예를 선고받았다. 이때문에 상당히 오랜 기간 정치적 암흑기를 맞게 된다. 
2012년 새누리당 비대위원, 대선 공동선대위원장, 2016년 민주당 비대위원회 대표, 2020-21년 국민의 힘 비대위원장을 거쳐 필승의 선거전략가, 킹메이커의 별명을 얻기까지 약 20년 가까운 시간이 걸렸다. 지금도 김종인의 정적들은 그의 동화은행 관련 뇌물전력을 근거로 강하게 비판한다. 김종인의 정치인생 중 유일한 아킬레스 건이다.

### 법인카드 과다사용
강원랜드 대표이사 사장으로서 3년간 호텔과 식당에서 법인카드로 수천만원을 쓰고 '특별회의비·회의비·접대비' 등으로 회계처리하였다.

### 2017년 국정감사 중 설전
국회 산업통상위원회 국정감사 도중, 자유한국당 정우택 원내대표와의 질의응답 중에 설전을 벌였다. 흥미로운 것은 두 사람 모두 친박계 정치인이라는 것. 
정우택 의원이 함승희 강원랜드 대표이사에게서 원하는 대답이 계속 나오지 않자, 답답해 하던 중에 함승희 대표이사가 "다음 질문 하시죠"라고 말했고, 이것을 자신을 무시한 것으로 받아들인 정우택 의원이 큰 소리를 내며 "뭐하는거야 이게!"라고 말하면서 설전이 시작됐다. 함승희 대표이사도 이에 지지않고, "지금 나한테 반말합니까?"라고 받아치면서 계속 싸움을 이어나갔지만, 위원장인 장병완 의원이 양측을 모두 자제시키면서 일단락되었다.
정우택 의원의 이같은 행동은 이번이 처음이 아니었는데, 1996년 초선의원 당시, 자신보다 8살 많은 국민회의 방용석 의원과 설전을 벌이다가 유리컵으로 방의원을 폭행한 적이 있다. 또한 2015년에는 자신에게 항의하는 강기정 의원을 완력으로 밀어붙이기도 했다.

### 불법 개조 호화 관용차 사용
2014년 강원랜드 대표이사 사장 취임이래 세 차례에 걸쳐 관용차를 바꾸고 개조했으며, 현재는 마사지 전동시트에 가죽으로 덮은 의전용 의자, 독서등과 별도 수납장을 갖춘, 9인승을 7인승으로 불법 개조한 차를 1억 8백여만 원을 리스 비용으로 들여 타고다녔다.

## 기타
- 영화 범죄와의 전쟁과 드라마 모래시계 검사의 모델이기도 하다. 영화 더 킹, 내부자들에도 함승희가 담당했던 사건에서 모티브를 얻은 것으로 보이는 장면들이 등장한다.

- 법무법인 "대륙아주"의 설립자이기도 하다. 2023년 현재 국내 10위권 로펌이다.

- 1995년 성역은 없다라는 책을 출간했다. 두 달간 전체 도서 판매 1위에 오를 정도의 베스트셀러였다. 당시, 언론을 통해 많이 회자되어서 그런지 홍보효과로 30만권 이상 판매되었다.

- 전두환, 노태우 대통령이 각각 사형과 징역 22년형을 받게 된 12.12 군사반란 재판과 5.18 민주화운동 진압관련 재판의 도화선이 된 것은 박계동 의원의 1995년 노태우 비자금 사건이다. 그런데 이 사건은 이미 함승희 검사가 문민정부 초기인 1993년에 수사를 통해 밝혀낸 것이었으나 문민정부의 외압때문에 묻혀버린 사건이었다. 당시 문민정부는 노태우 대통령와 김영삼, 김종필의 3당 합당을 통해 출범한 정부였기 때문에 노태우와 관련된 자금은 김영삼 정부와 떼어놓고 생각할 수 없었다. 때문에 정권이 출범하자마자 레임덕에 빠질 수 있는 엄청난 사건을 방치할 수 없었고, 검찰 수뇌부와의 협상을 통해 사건을 무마한 것이다. 실제로, 이후 1995년 11월에 노태우가 구속되기 전에 노태우 측은 김영삼의 선거자금 관련정보를 가지고 협상을 시도했다. 노태우를 구속시키면 김영삼의 선거자금건을 폭로해서 정권의 도덕성을 추락시키겠다는 목적이었다. 그러나 전두환, 노태우에 대한 반감이 컸고, 두 사람의 처벌에 국민의 여론이 집중되어 있었기 때문에 문민정부는 정면돌파를 했고, 오히려 대통령 지지율은 고공행진을 했다. 결과적으로는 김영삼 대통령의 판단이 적중한 것이다.

- 함승희가 설립한 "포럼오래"[21] 관련 인사 중에서 주목해야 할 2명의 인물이 있다. 바로 김종인과 김병준이다. 김종인은 박근혜 비대위원, 박근혜 대선캠프 국민행복추진위원장을 거쳐 더불어민주당 비대위원장, 대표를 역임하는 등 킹메이커로 이름을 날리게 되었고[22] 김종인이 박근혜 비대위의 비대위원으로 발탁된 주요한 이유로는 함승희의 추천이 있었다는 후문이다.[23][24][25] 실제로 함승희는 박근혜 비대위의 비대위원으로 물망에 올랐으나 막판에 합류하지 않았다.[26] 동화은행 비자금 사건만 보면 그가 직접 구속기소한 김종인과 악연이 있을 것으로 추측되지만, 실제로 두 사람의 관계는 매우 가깝다.[27] 포럼오래의 정책연구원장 김병준은 노무현 정부의 청와대 정책실장이었으나, 이후 노선을 바꿔서 박근혜 정부의 국무총리 내정자가 되었다. 하지만 야당의 거센 반발과 국회의 박근혜 대통령 탄핵의결로 김병준의 국무총리 지명이 자동철회되었다.[28] 당시 김병준을 국무총리로 추천한 사람이 함승희라는 이야기는 여의도 정가에서 공공연한 비밀이었다.[29] 김병준은 2018년 지방선거 참패 후 공석이 된 자유한국당 지도부의 비상대책위원장으로 임명되었다.

- 윤석열 대통령과 정치인 홍준표가 검사재직시 롤모델로 삼았던 검사이기도 하다.[30]

## 역대 선거 결과
|  | 43.17% |

|  | 26.72% |

|  | 17.34% |